# Monastier di Treviso
Monastier di Treviso é uma comuna italiana da região do Vêneto, província de Treviso, com cerca de 3.554 habitantes. Estende-se por uma área de 25 km², tendo uma densidade populacional de 142 hab/km². Faz fronteira com Fossalta di Piave (VE), Meolo (VE), Roncade, San Biagio di Callalta, Zenson di Piave.

## Demografia
| Variação demográfica do município entre 1861 e 2011                               |
|                                                                                   |
| Fonte: Istituto Nazionale di Statistica (ISTAT) - Elaboração gráfica da Wikipedia |